# Robin Anderson (Regisseurin)
Robin Anderson (* 1950 in Perth; † 8. März 2002 in Sydney) war eine australische Regisseurin von Dokumentarfilmen.
Anderson studierte an der University of Western Australia Wirtschaftswissenschaften und ging nach Abschluss ihres Studiums nach New York City, um an der Columbia University ein Soziologiestudium aufzunehmen. Sie studierte dort unter Herbert J. Gans und schloss ihr Studium nach zwei Jahren mit einem Master ab. Danach kehrte Anderson nach Australien zurück und begann dort für das Fernsehen zu arbeiten. Während ihrer Arbeit für den Fernsehsender ABC lernte sie den Dokumentarfilmer Bob Connolly kennen, den sie bald darauf heiratete. Aus der Ehe gingen zwei Töchter hervor. Gemeinsam mit ihrem Mann drehte sie in den nächsten 20 Jahren fünf aufwendig recherchierte von der Kritik gelobte Dokumentarfilme in Papua-Neuguinea und Australien.
Ihr erster Dokumentarfilm First Contact (1983) über Begegnung der Urbevölkerung in einer isolierten Region Papua-Neuguineas mit den australischen Leahy-Brüdern wurde 1984 für die Academy Awards in der Sparte Best Documentary Feature nominiert.
Anderson verstarb 2002 an einer Krebserkrankung.

## Filmografie
- 1983: First Contact
- 1989: Joe Leahy's Neighbours
- 1992: Black Harvest
- 1996: Rats in the Ranks
- 2001: Face the Music